# パッチギ! LOVE&PEACE
『パッチギ! LOVE&PEACE』（박치기 ラブアンドピース）は、2007年5月19日公開の日本映画。2004年に公開されてヒットした『パッチギ!』のキャストを一新して迎えた、続編的位置にあたる作品。監督は井筒和幸、エグゼクティブプロデューサーは李鳳宇。

## 概要
前作の1969年の京都から5年。1970年代の東京を舞台に、その後のアンソンの一家を中心とした在日韓国・朝鮮人の人々の生活と、前作では描かれなかった父親世代の姿を描いた物語である。前作のエンターテインメント的な物語展開は抑えられている。キャッチフレーズは「生き抜くんだ、どんなことがあっても。」
1974年当時の世相、ファッション、流行等が垣間見える。また、在日コリアンが直面していた差別の場面が数多く登場する。また、アンソンの父の回想シーンでは、オールドカマーと言われる在日1世が若かりし頃に故郷である済州島から強制連行されたとし、日本軍の南方戦線であるヤップ島へ送られていく中で懸命に生き抜いてゆく朝鮮人という設定となっている。
ザ・フォーク・クルセダーズ、サディスティック・ミカ・バンドを率いた加藤和彦が前作に引き続き音楽を担当し、前作同様『イムジン河』が印象的に使われている。またエンディングの『あの素晴しい愛をもう一度』では、藤井隆とチャンスを演じた今井悠貴も参加している。
当初、キョンジャ役には前作と同じく沢尻エリカを予定していたが、出演を固辞されたため、新たにオーディションで選ばれた中村ゆりが演じた。また同じくアンソン役も前作の高岡蒼甫から、新たにオーディションで選ばれた井坂俊哉が演じた。井坂は監督の激しい叱咤にさらされながら、慣れない関西弁と朝鮮語にも果敢に挑戦し、息子の命を救おうと突っ走る若い父親の焦燥感を体当たりで表現した。なお、中村は本作公開中に自身が在日コリアンであることを明かした。冒頭の駅での乱闘シーンは、前作の鴨川の乱闘シーンを超える300人の出演者やエキストラが参加した。

## あらすじ
1974年の東京都江東区枝川。アンソン（井坂俊哉）とその一家は、病にかかった息子チャンス（今井悠貴）の治療のために、京都府からこの街に引っ越してきた。アンソンはある日、駅のホームで京都時代からの宿敵である近藤（桐谷健太）と遭遇し、彼が率いる大学応援団と朝鮮高校生との大乱闘に巻き込まれるが、気のいい国鉄職員の佐藤（藤井隆）に助けられる。佐藤はその争いが原因で国鉄をクビになってしまうが、アンソンの家族とも親しくなり、妹キョンジャ（中村ゆり）にほのかな思いを抱く。
キョンジャはある日、ホルモン屋の手伝いをしていたところ、偶然に客として居合わせた芸能プロダクションの関係者からスカウトされたことをきっかけに芸能界入りを決意する。しかし芸能界への一歩を踏み出すものの、なかなか芸能界独特のしがらみになじめない。そんなキョンジャに対して声を掛けてくれたのは、自然体で業界に染まらずにいる先輩俳優の野村（西島秀俊）だった。やがてキョンジャはそんな野村に迷いながらも惹かれ始めていく。
一方でチャンスの病状は次第に悪化し、医師からは「日本では助かる術がない」と宣告される。アンソンはアメリカでの治療にかかる莫大な費用のために無謀な計画を立て、佐藤を巻き込み、たった2人で愛する者の命を救うために危険な仕事へと突っ走っていく。

## キャスト
- 李安成（リ・アンソン、리안성）：井坂俊哉
- 李燦秀（リ・チャンス、리찬수）：今井悠貴
- 李慶子（リ・キョンジャ、리경자）：中村ゆり
- 佐藤：藤井隆
- 野村：西島秀俊
- オモニ：キムラ緑子
- ピョンチャン：風間杜夫
- キョンスン：手塚理美
- 高泰玉（ゴ・テオク、고태옥、デオさん）：キム・ウンス
- 枝川の長老：米倉斉加年
- ホルモン屋のおばさん：馬渕晴子
- 三浦プロデューサー：ラサール石井
- 根本監督：杉本哲太
- ライトエージェンシー社長：でんでん
- イカ釣り船の船長：寺島進
- お志摩：国生さゆり
- 南プロデューサー：田口浩正
- ギャグ好きのおじさん：松尾貴史
- 国土館大学応援団団長の近藤：桐谷健太
- スナックのママ：愛染恭子
- 朝高生の番長：徳山昌守
- 父ジンソン：ソン・チャンウィ
- ピョンチャンの若い頃：イム・クミョン

## スタッフ
- エグゼクティブプロデューサー：李鳳宇
- 製作：李鳳宇、河合洋、KIM WOOTAEK、西垣慎一郎、三浦姫、川崎代治、千葉龍平、冨木田道臣
- プロデューサー：祷映
- 監督：井筒和幸
- 脚本：羽原大介、井筒和幸
- 撮影：山本英夫
- 音楽：加藤和彦
- 編集：冨田伸子
- 照明：小野晃
- 美術：山下修侍
- 衣装（デザイン）：星野和美、塚本志穂
- 闘技監督：秋永政之、佐藤幹
- ガンエフェクト：ビル横山
- 軍事コーディネーター：越康広
- CGIプロデューサー：坂美佐子
- CGIディレクター：太田垣 香織
- 字幕：根本理恵
- 製作委員会：「パッチギ! LOVE&PEACE」パートナーズ（シネカノン、ハピネット、ショーボックス、読売テレビ、日本テレビ、メモリーテック、エイベックス・エンタテインメント、TOKYO FM）
- 配給：シネカノン

## 撮影協力

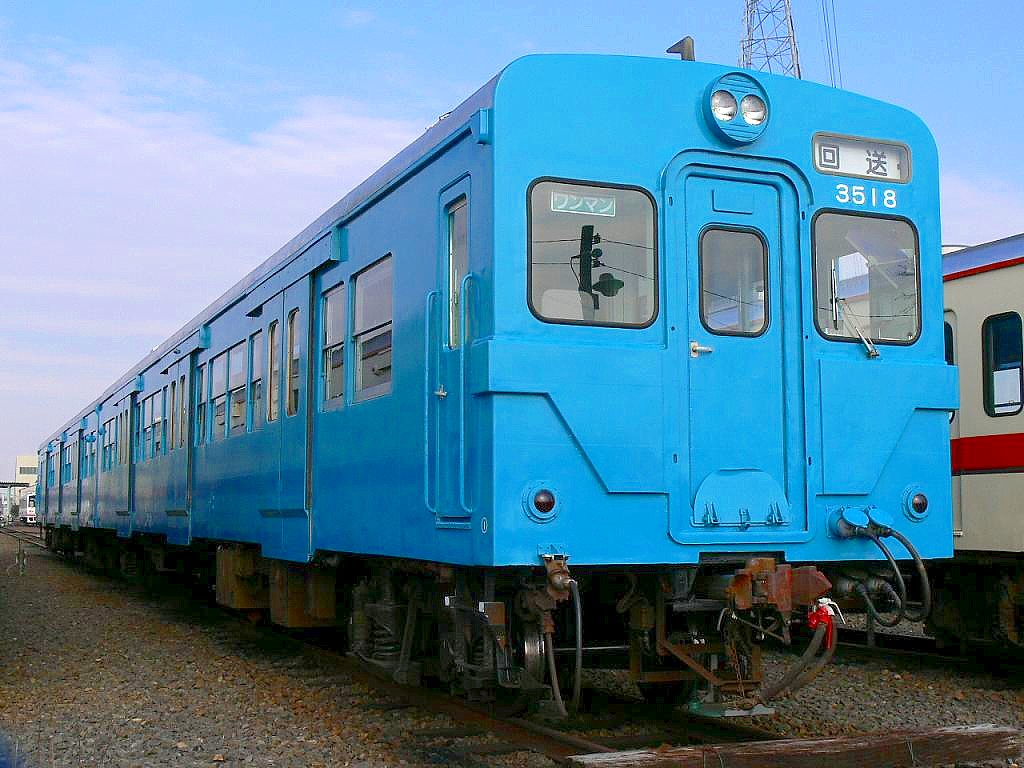
撮影に使用された関東鉄道キハ350形

この映画のために関東鉄道のキハ350形気動車（元国鉄車両）4両が、京浜東北線をイメージしたスカイブルーに塗り替えられた上で、JR取手駅で撮影に使用された。なお国鉄時代には存在しないE231系が映り込んでいる。

## 政治的論評
- 『正論』（2007年8月号）で、元在日韓国人3世の帰化者である浅川晃広名古屋大学専任講師は「またも『加害・被害者史観』で対立を煽る『パッチギ』の罪深さ 日本人の『在日』感情を悪化させ、『在日』からはライフチャンスを奪っている」と題したコラムを寄稿した[3]。
  - 浅川は『正論』のコラム中において、『週刊文春』（2007年5月24日号、124頁）の映画評で、中野翠は「ある種の公式見解に縛られすぎでは? 人物像が類型的で話に自由奔放さが感じられない」と評し[3]、また翻訳家の芝山幹郎も「情感描写があまりに類型的」と評したことを引用している[3]。
  - また浅川は同コラム中で持論として、「捏造によって日本人と在日朝鮮人の間にある河や対立を意図的に設定しているばかりか、それ以上に、日本人と在日コリアンという2者の対立、さらには対決といった、極めて二分法的な世界を描き出そうという試みに他ならない（中略）井筒氏の対立や対決を必要以上に強調する姿勢は、現実の日本人と在日コリアンという2者の状況を反映したものではない。むしろ井筒氏は、意図的に対立や対決を捏造し、煽動しているように思える。すなわち、日本人と在日朝鮮人の間の対立軸や差別構造を、捏造まがいに再生産し、それによって、そうした状況に対する異議申立者としての立場を自ら作り出そうとする意図がある」と批判している[3]。
- 『産経新聞』では「日本人が戦前においては如何に残虐で、また今日においても如何に差別的であるかを強調し、日本人であることが嫌になる内容」を持つ徹底的な反日映画であると評した[要文献特定詳細情報]。
- 映画評論家の北川れい子は「この作品は、一方的に日本人に石をぶつけてくるばかり。監督の思い込み、勢いだけで作った暴走映画と言いたくなる。日本映画というより在日映画であり、反日映画ですね」との感想を述べている[4]。
- 佐藤勝巳は「映画「パッチギ LOVE&PEACE」の欺瞞を切る[要文献特定詳細情報]」にて、自身の在日朝鮮人達との長い交流を振り返りながら、映画の中で金正日が日本人拉致事件を認めた後に北朝鮮が『労働新聞』を使って始めた日本非難の主張と重なる内容を指摘した。
- 『スポーツ報知』の映画担当記者が、その年度で「最低」の映画や監督を選出する「蛇いちご賞」で、本作の井筒監督を2007年度の監督賞に選出している。[要出典]